# 马东敏
马东敏（1970年4月11日—）是一位中国女性企业家。1970年4月11日出生于安徽合肥。

## 生平
1985年考入中国科学技术大学少年班，1990年留学美国，后毕业于新泽西州大学，获得生物化学和分子生物学博士学位。1995年和李彦宏在美国结婚。2001年回国加入百度，2007年因身体原因离开公司。2017年1月20日又回到百度担任CEO特别助理，负责百度投资、人力及财务。

## 捐款
2018年9月16日向母校中国科学技术大学捐款一亿元人民币，并成立“蔷薇科大发展基金”。2019年7月24日和丈夫李彦宏首次联合登上《福布斯》中国慈善榜。